# Maybach-Manufaktur

Logo der Maybach-Manufaktur

Die Maybach-Manufaktur war eine Sparte der Daimler AG, die in den Jahren 2002 bis 2012 Limousinen der Marke Maybach produzierte und verkaufte.

## Vorgeschichte
Unter der Marke Maybach verkaufte bereits die Maybach-Motorenbau GmbH von 1921 bis 1941 luxuriöse Automobile. 1960 übernahm Daimler-Benz die Maybach-Motorenbau GmbH und damit die Markenrechte. Die Maybach-Motorenbau GmbH wurde 1969 zu MTU Friedrichshafen umfirmiert.

## Geschichte
Im Jahr 2000 kündigte die damalige DaimlerChrysler AG (heutige Mercedes-Benz Group AG) an, ab 2002 wieder Fahrzeuge unter der Marke Maybach zu verkaufen, Ende des Jahres 2002 wurden schließlich die ersten Fahrzeuge ausgeliefert. Zunächst wurden die Modelle 57 und 62 angeboten, die sich im Wesentlichen durch die Fahrzeuglänge unterschieden. 2005 wurden die zusätzlichen Modellvarianten 57 S und 62 S sowie das Konzeptfahrzeug Exelero vorgestellt. Ebenfalls im Jahr 2005 verkaufte DaimlerChrysler das Nachfolgeunternehmen der Maybach-Motorenbau GmbH, die MTU Friedrichshafen; die Markenrechte an Maybach waren davon nicht betroffen. 2007 wurde eine Landaulet-Version des 62 S als Konzeptfahrzeug präsentiert, die aufgrund der positiven Resonanz ab 2008 auf Nachfrage einzelgefertigt wurde.
Die Maybach-Manufaktur war im Daimler-Konzern ein Teil der Unternehmenssparte Mercedes-Benz Cars, in der alle Pkw-Marken der Daimler AG zusammengefasst sind. Produziert wurde in einer Abteilung des Daimler-Werks Sindelfingen, die der Hersteller als Manufaktur bezeichnete. Das Markenemblem (ein verwobenes Doppel-M) war dem Emblem nachempfunden, das die Maybach-Motorenbau GmbH für ihre Automobile verwendete.
Im November 2011 gab der Daimler-Vorstandsvorsitzende Dieter Zetsche bekannt, die Marke Maybach werde 2012 zu Gunsten weiterer Modelle der Mercedes S-Klasse eingestellt. Verkauft wurden die Maybach-Limousinen noch bis ins Jahr 2013, danach sollte der Name Maybach nicht mehr genutzt werden.
Am 17. Dezember 2012 verließ das letzte von ca. 60.000 gebauten Maybach-Fahrzeugen die Maybach-Manufaktur im Daimler-Werk Sindelfingen.
Ende 2014 wurde jedoch die erneute Verwendung des Namens Maybach durch den Daimler-Konzern bekanntgegeben. Angeboten werden nun unter anderem exklusive Derivate der Mercedes-Benz S-Klasse, die den Namenszusatz Maybach tragen, seitdem wird Maybach als Mercedes-Premiummarke Mercedes-Maybach weitergeführt.

## Pkw-Modelle
- Maybach 57 und 62
- Maybach 57 S
- Maybach 62 S
- Maybach 57 S Coupé
- Maybach Zeppelin (auf 100 Stück limitiert)
- Maybach 62 S Landaulet

- Maybach Exelero (Prototyp)

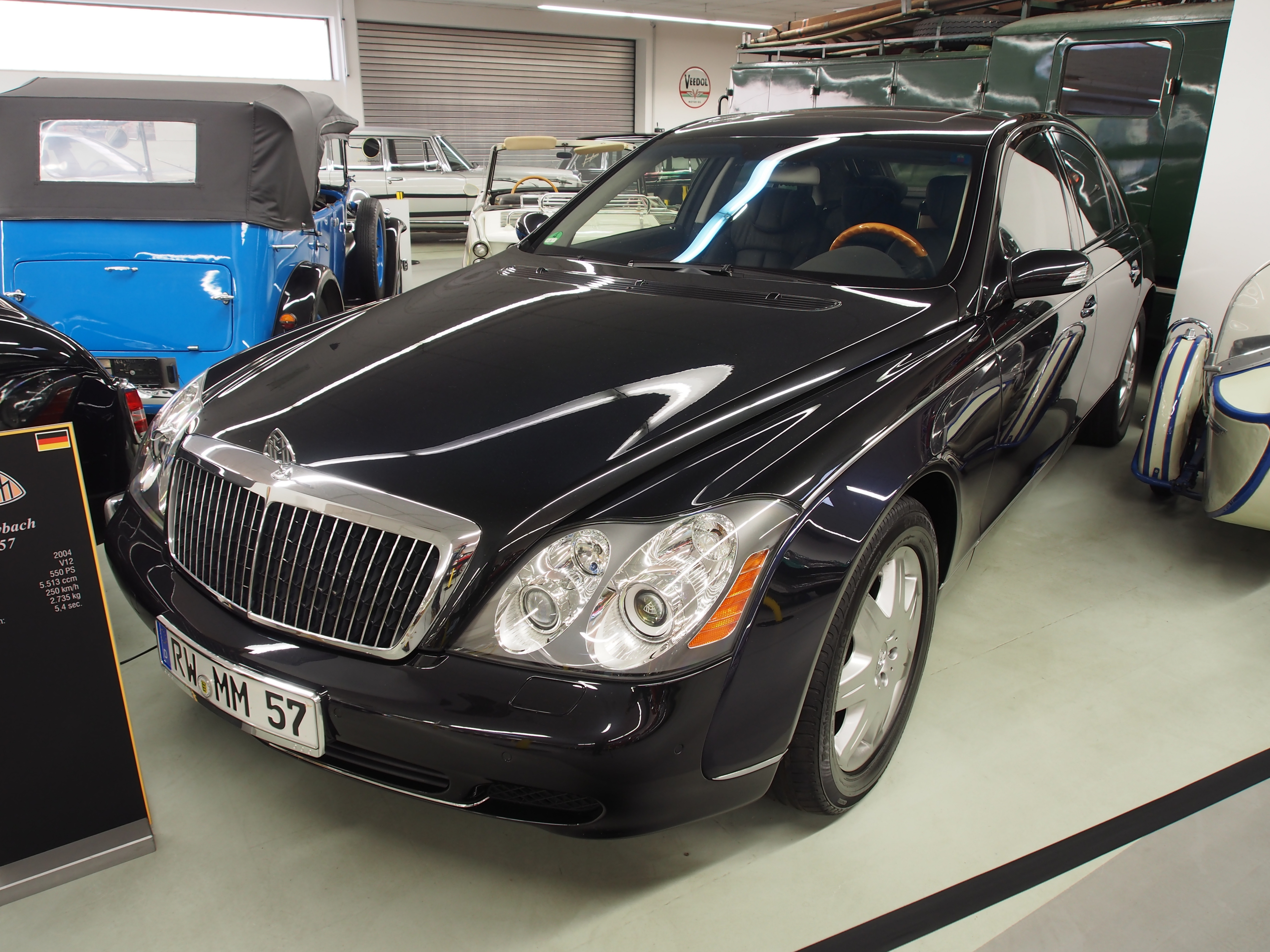
Maybach 57
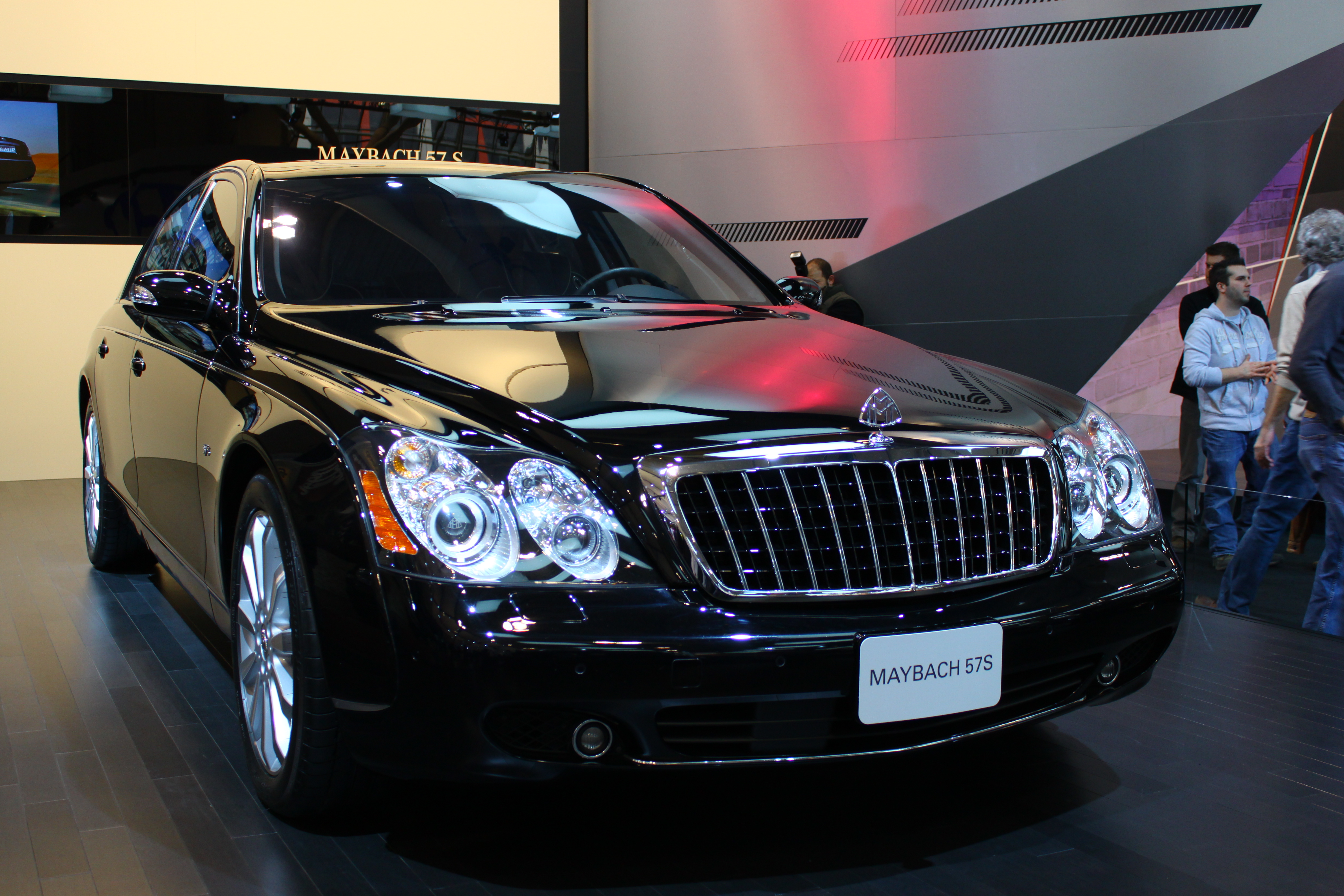
Maybach 57 S
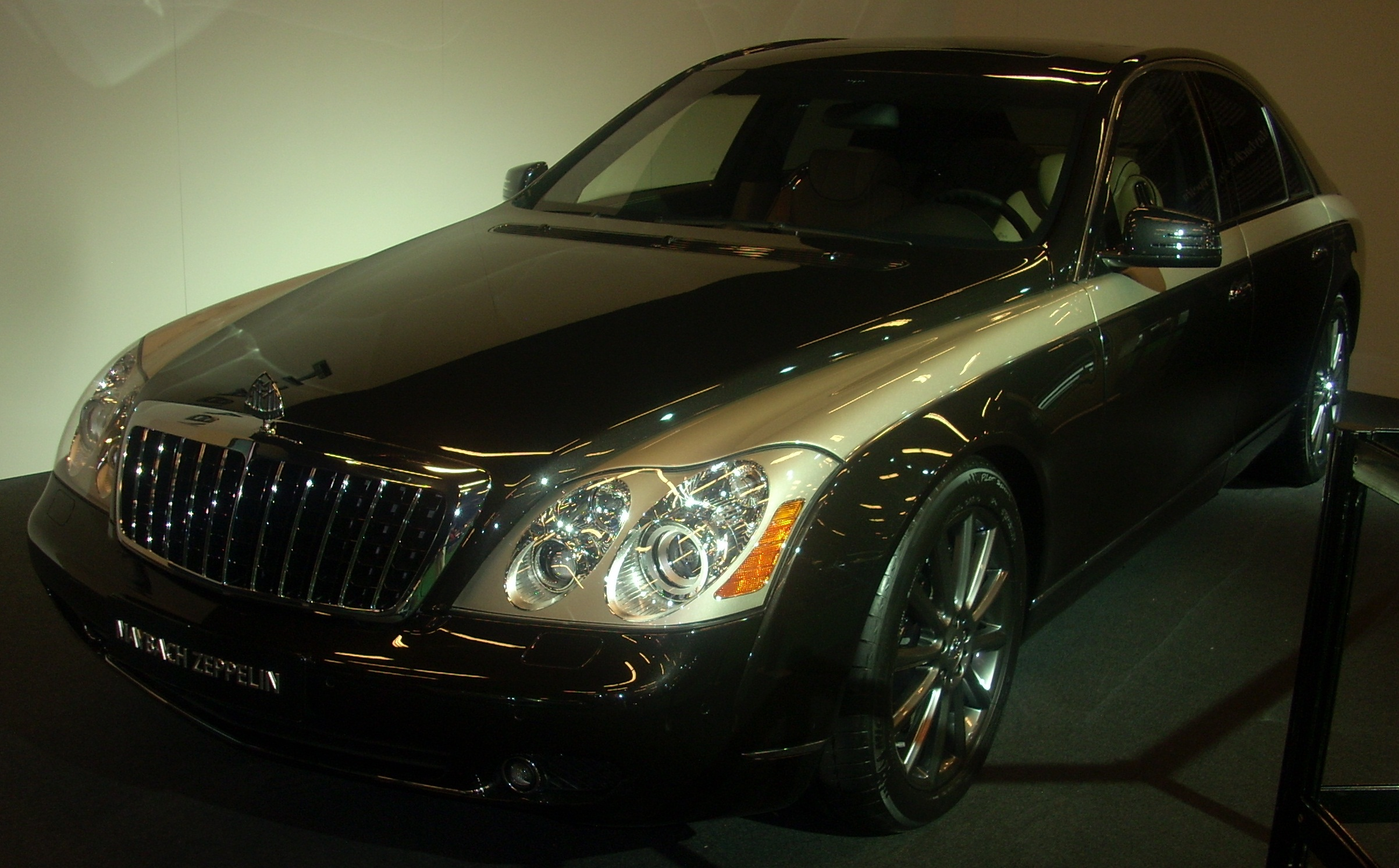
Maybach 57 Zeppelin
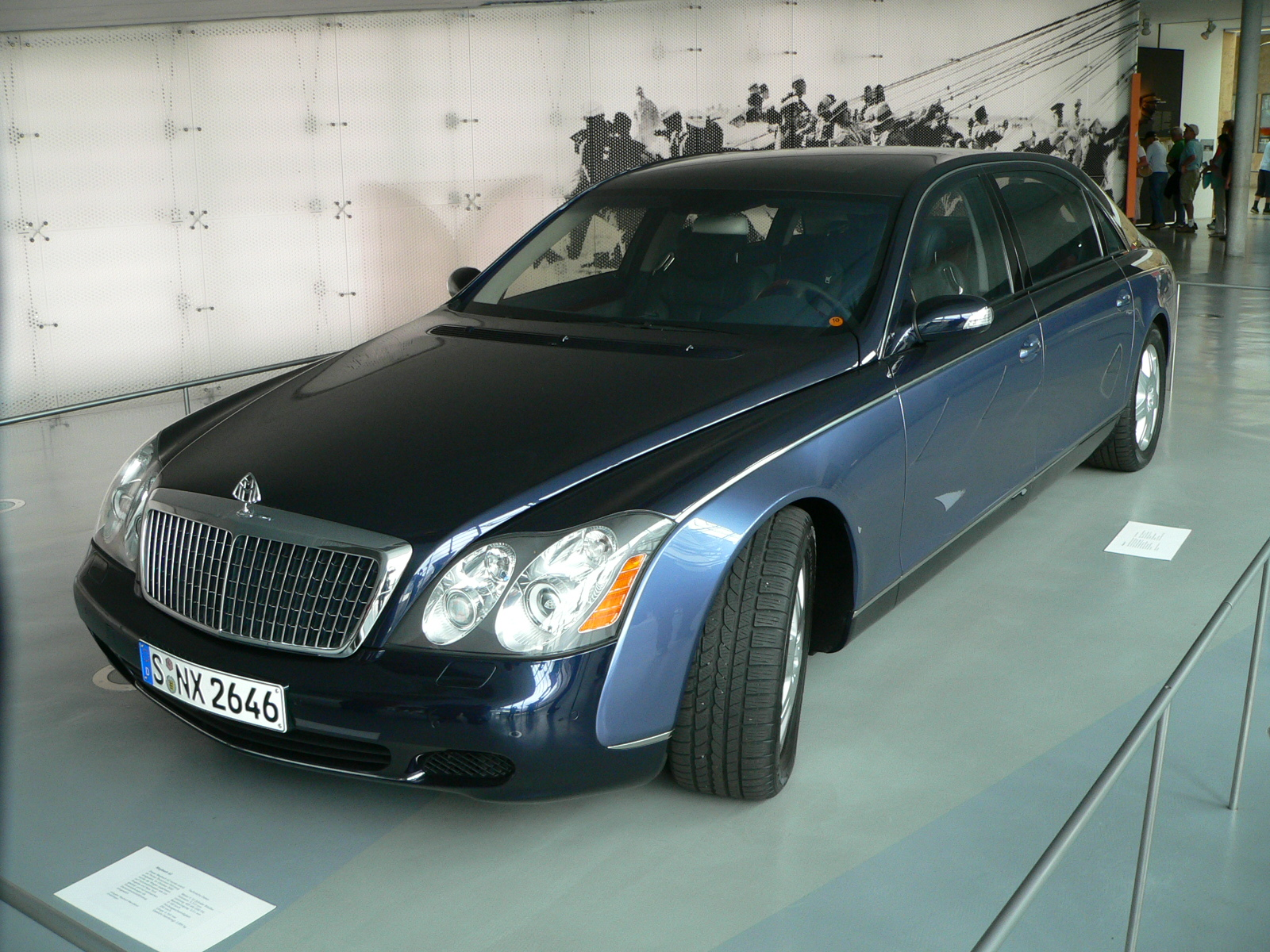
Maybach 62
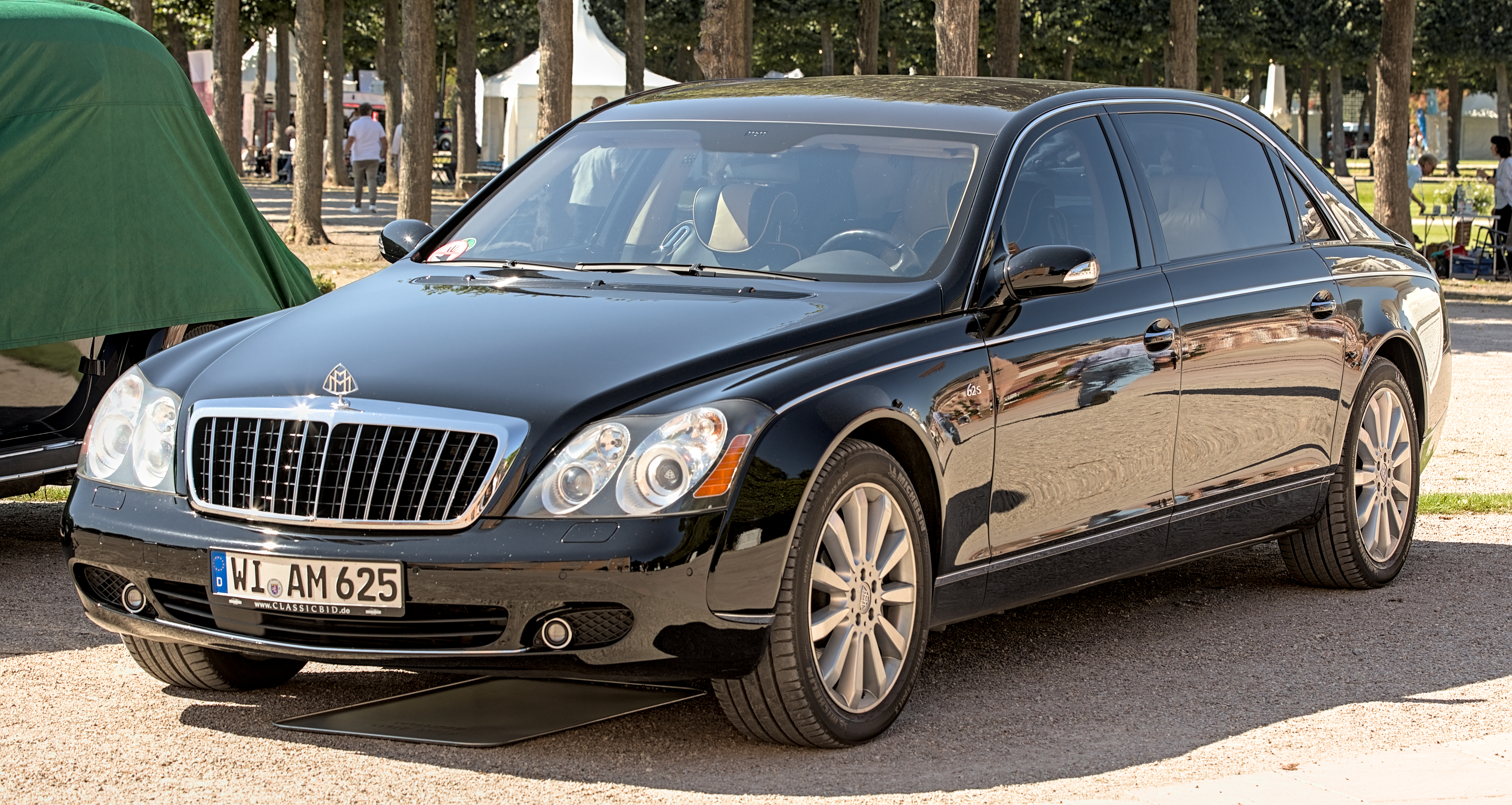
Maybach 62 S
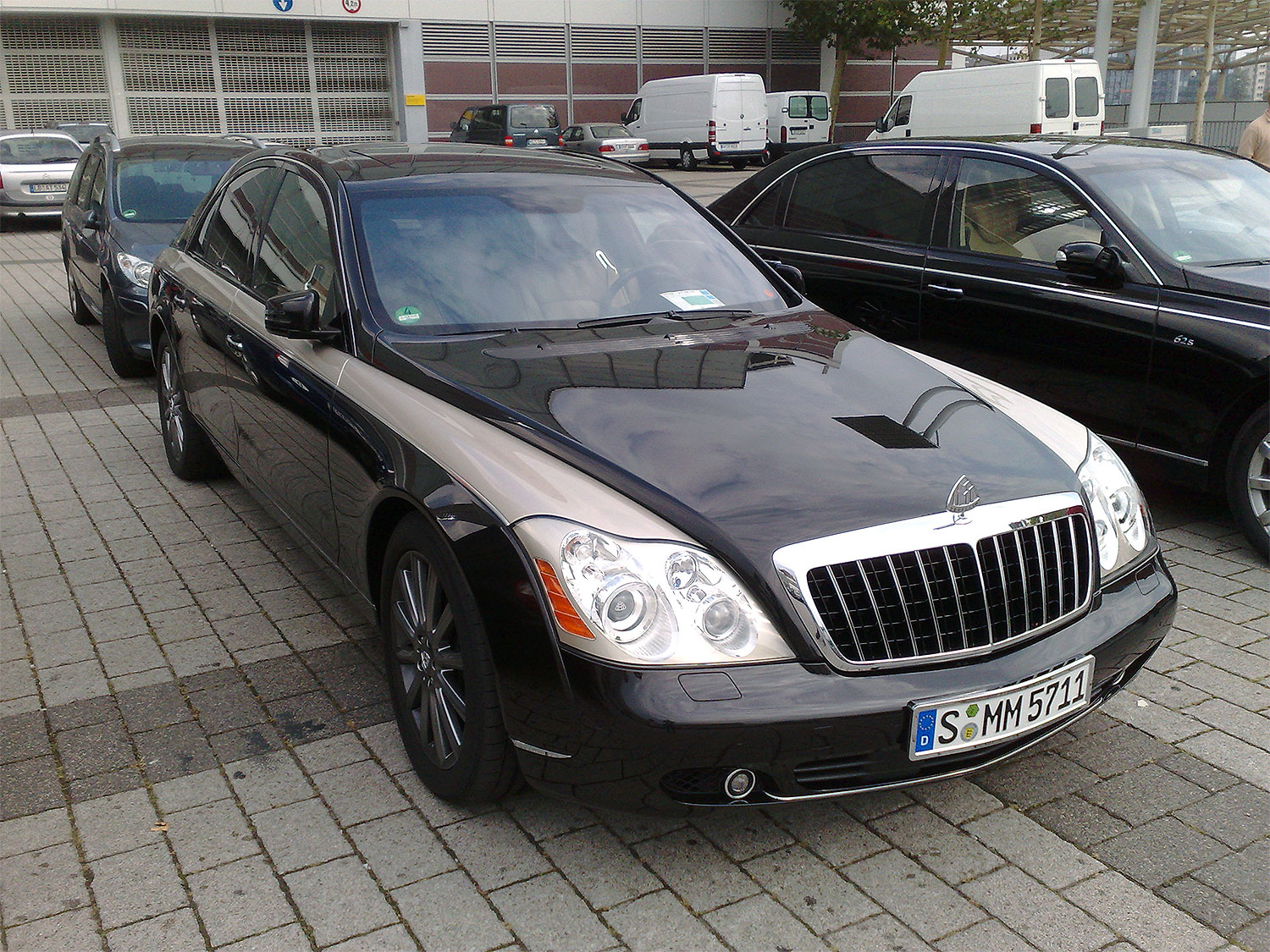
Maybach 62 Zeppelin
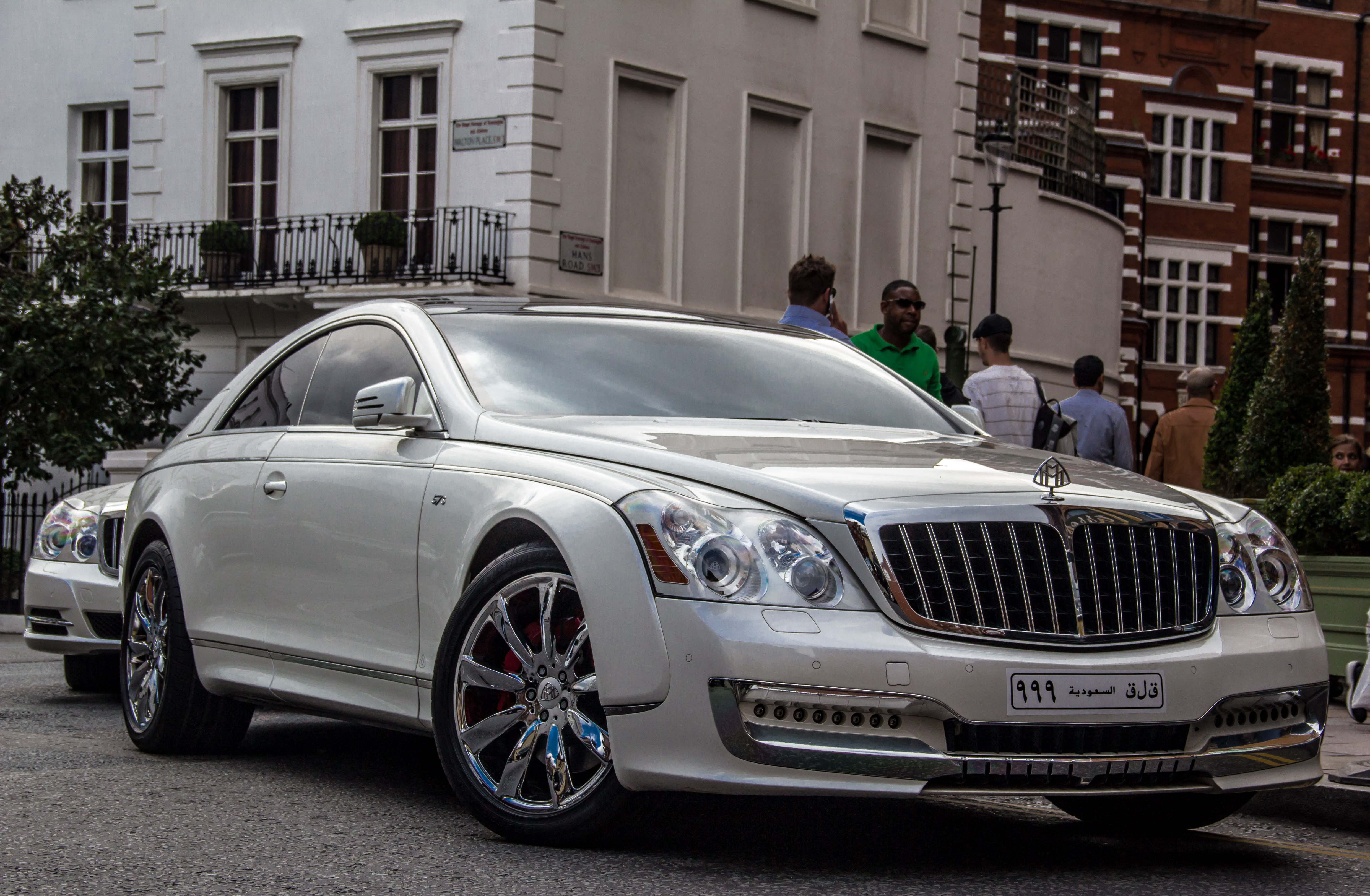
Maybach 62 S Coupé
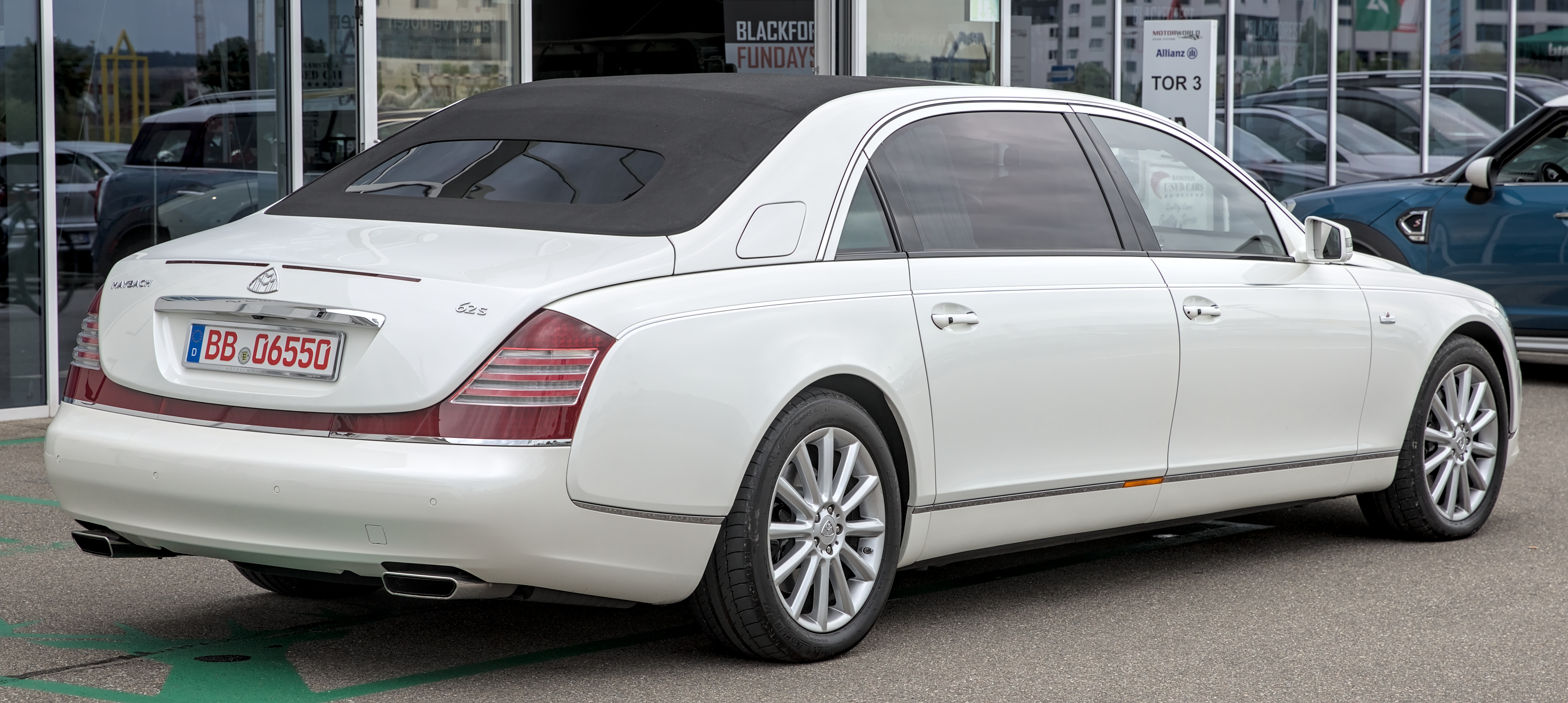
Maybach 62 S Landaulet
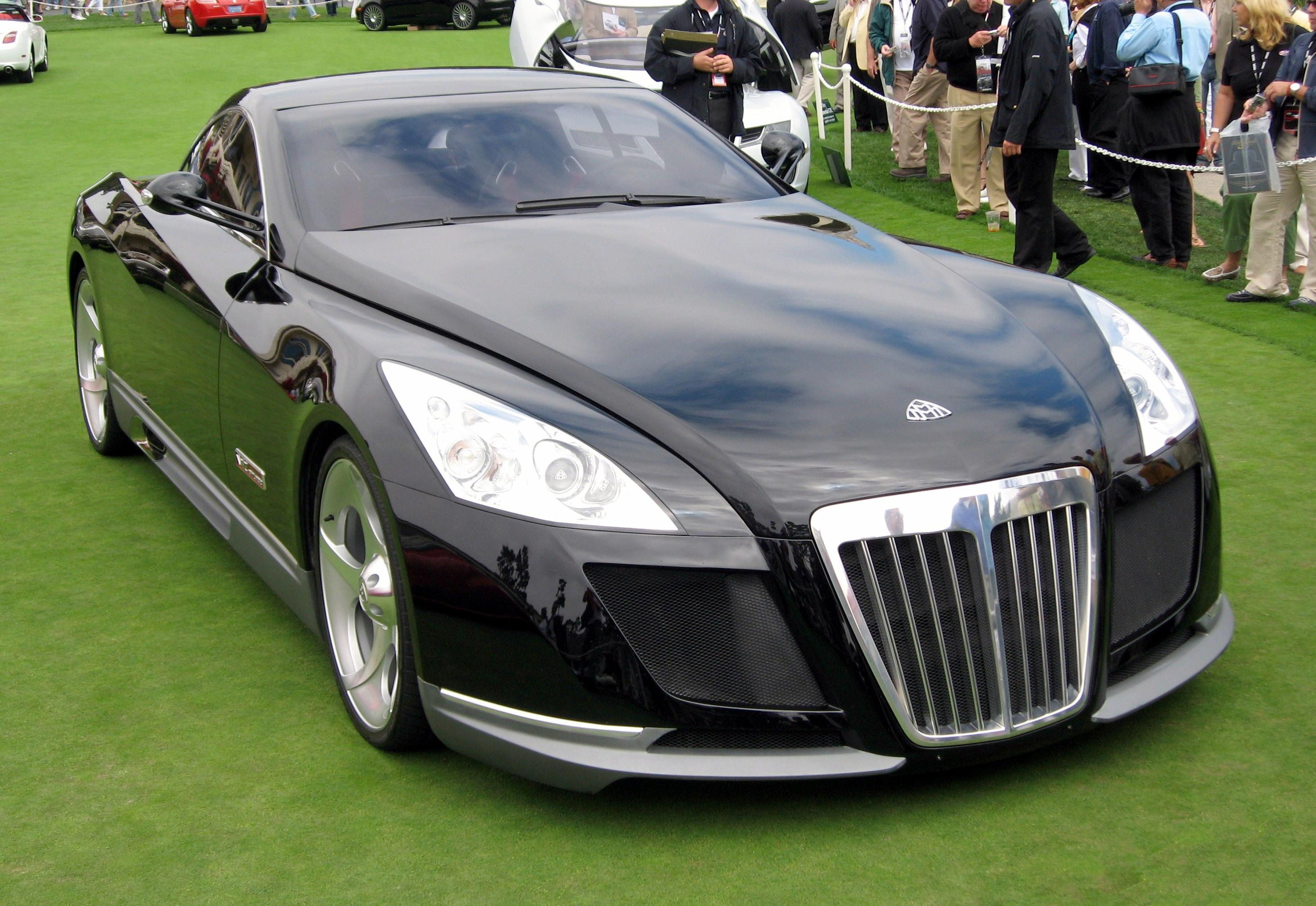
Maybach Exelero

## Vertrieb
Absatzzahlen in den Vereinigten Staaten
| Jahr | Absatz |
| ---- | ------ |
| 2003 | 166    |
| 2004 | 244    |
| 2005 | 152    |
| 2006 | 146    |
| 2007 | 156    |
| 2008 | 119    |
| 2009 | 66     |
| 2010 | 63     |